# Beatriz de Frangepan
Beatriz de Frangepan (em croata:  Beatrica Frankopan, em húngaro:  Frangepán Beatrix; 1480 – c. 27 de março de 1510)
 foi uma princesa croata. Ela foi banessa da Croácia e Dalmácia pelo seu primeiro casamento com João Corvino, e posteriormente, foi casada com Jorge, Marquês de Brandemburgo-Ansbach. 

## Família
Beatriz foi a quinta criança e a segunda filha nascida do diplomata Bernardin Frankopan, príncipe de Krk e Modruš e de sua esposa, Luísa Marzano de Aragão. Seus avós paternos eram Estêvão III Frankopan de Modruš e Isotta de Este, princesa de Ferrara. Os seus avós maternos eram João Francisco Marino Marzano, príncipe de Rossano, e a princesa Leonor de Aragão.
Ela teve sete irmãos: Cristóvão, conde de Veglia, Zengg e Modruš e ban da Croácia; Matias; João, arcebispo de Kalocsa e depois de Eger; Isotta; Maria Madalena; Fernando, bispo de Modruš, que depois resignou ao cargo, e Catarina.

## Biografia
Beatriz casou-se com João Corvino, em Bihać, na atual Bósnia e Herzegovina, no ano de 1496. Ele era um filho ilegítimo do rei Matias I da Hungria e de sua amante, Barbara Edelpöck. O casamente resultou em dois filhos.
Após a morte do marido em 12 de outubro de 1504, ela herdou o Castelo de Corvin e passou a administrar as propriedades de seus filhos, Cristóvão e Isabel. Com a morte deles, possivelmente proveniente de envenenamento, em 1508, e depois em 1505, respectivamente, foi extinta a família Hunyadi.
Alguns anos depois, em 21 de janeiro de 1509, na cidade húngara de Gyula, a viúva casou-se com marquês Jorge, sobrinho do rei Ladislau II da Hungria, quem arranjou a união. Jorge era filho de Frederico I, Margrave de Brandemburgo-Ansbach e de Sofia da Polônia.
Em 6 de janeiro de 1511, o marquês recebeu a posse do castelo, da fortaleza de Lipova, hoje na Romênia, além de 252 vilas. Graças a herança de sua esposa, ele se tornou um dos mais ricos proprietários de terra da Hungria. 
A princesa faleceu em 27 de março de 1510, com cerca de 30 anos de idade.

## Descendência
De seu primeiro casamento:
- Isabel Corvino (21 de dezembro de 1496 – 1508)
- Cristóvão Corvino (8 de agosto de 1499 – 17 de março de 1505)